# 594 Mireille
594 Mireille је астероид главног астероидног појаса. Приближан пречник астероида је 9,23 ,
а средња удаљеност астероида од Сунца износи 2,629 астрономских јединица (АЈ).
Инклинација (нагиб) орбите у односу на раван еклиптике је 32,595 степени, а орбитални период износи 1557,505 дана (4,264 године). Ексцентрицитет орбите астероида износи 0,351.
Апсолутна магнитуда астероида износи 12,01 а геометријски албедо 0,325.
Астероид је откривен 27. марта 1906. године.